# Giffaumont-Champaubert

Giffaumont-Champaubert este o comună în departamentul Marne, Franța. În 2009 avea o populație de 261 de locuitori.